# Goodenia gloeophylla
Goodenia gloeophylla är en tvåhjärtbladig växtart som beskrevs av R. Carolin. Goodenia gloeophylla ingår i släktet Goodenia och familjen Goodeniaceae. Inga underarter finns listade i Catalogue of Life.